# لینکلن ام‌کی‌زی

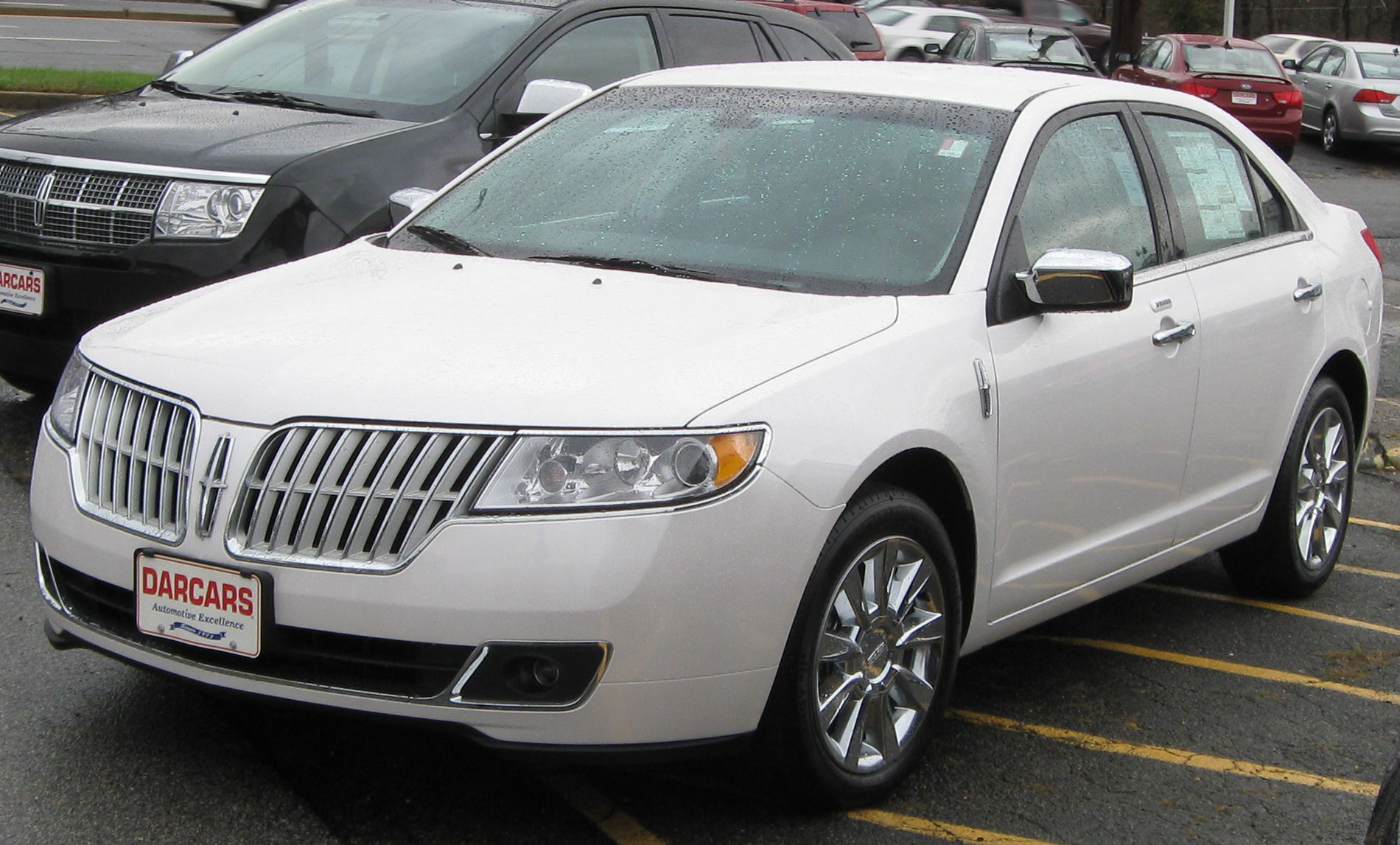

لینکلن ام‌کی‌زی (به انگلیسی: Lincoln MKZ) یکی از مدل‌های کمپانی سواری لوکس لینکلن است.